# Eugenio Mena
Eugenio Esteban Mena Reveco (* 18. Juli 1988 in Viña del Mar) ist ein chilenischer Fußballspieler, der beim CD Universidad Católica in seinem Heimatland unter Vertrag steht.

## Karriere

### Verein
Eugenio Mena stammt aus der Hafenstadt Viña del Mar und begann das Fußballspielen in der Nachbarstadt Valparaíso beim Traditionsverein CD Santiago Wanderers. Ab 2008 spielte er in der ersten Mannschaft, die damals in der Primera B, der zweithöchsten Spielklasse in Chile, spielte. Nur ein Jahr später gelang ihm mit dem Verein der Aufstieg in die Primera División. Nach 16 Erstligaeinsätzen wechselte er Mitte 2010 zum Spitzenclub CF Universidad de Chile.
Beim Hauptstadtverein wurde er schnell Stammspieler in der Abwehr mit der linken Abwehrseite als Hauptposition und gewann 2011 mit dem Copa Sudamericana den ersten internationalen Titel des Vereins. Dazu wurde sein Team 2011 (Apertura und Clausura) und 2012 (Apertura) dreimal in Folge die halbjährliche Meisterschaft und wurde im Jahr darauf Pokalsieger. 
Im Sommer 2013 zeigte der FC Santos aus dem Süden Brasiliens Interesse an Mena und er wechselte zuerst auf Leihbasis ins Nachbarland, bevor er 2014 fest verpflichtet wurde, nachdem er sich als Stammspieler etabliert hatte. Nach zwei Spielzeiten wechselte der Spieler dann zum Cruzeiro EC aus Belo Horizonte.

### Nationalmannschaft
Eugenio Mena wurde 2009 mit der Juniorenauswahl des Landes Sieger im Turnier von Toulon. So wurde er schon unmittelbar nach dem Aufstieg der Santiago Wanderers in die Primera División auch für die chilenische Fußballnationalmannschaft entdeckt. Am 7. September 2010 kam er zu seinem ersten Einsatz im Nationaltrikot als Einwechselspieler gegen die Ukraine. Doch erst ab 2012 wurde er regelmäßig in der chilenischen Auswahl eingesetzt und war Stammspieler in der Qualifikation zur Fußball-Weltmeisterschaft 2014, in der er 10-mal spielte, wobei ihm seine Vielseitigkeit auf verschiedenen Defensivpositionen zugutekam. Anschließend wurde er ins 23-köpfige Aufgebot für das Turnier in Brasilien aufgenommen. Bei der WM bestritt Mena alle drei Vorrundenspiele auf der linken Mittelfeldposition.